# Schnellender Finger
Mit schnellender Finger (auch Schnappfinger bzw. Schnappdaumen, Springfinger, engl. Trigger finger lat. Tendovaginosis stenosans, Tendovaginitis stenosans oder Digitus saltans) wird eine anlagebedingte Erkrankung bezeichnet, bei der die Beugesehnen eines Fingers (meist des Daumens) über dem beugeseitigen Fingergrundgelenk (am Übergang von Hohlhand zu Finger) verdickt sind und dadurch nicht mehr frei durch das dortige Ringband (genauer A1-Ringband) gleiten können („Ringband-Stenose“). Dadurch kommt es zu einem „Schnappen“ des Fingers beim Beugen oder beim Strecken in die Normalposition und zum Strecken muss oft nachgeholfen werden.

## Entstehung

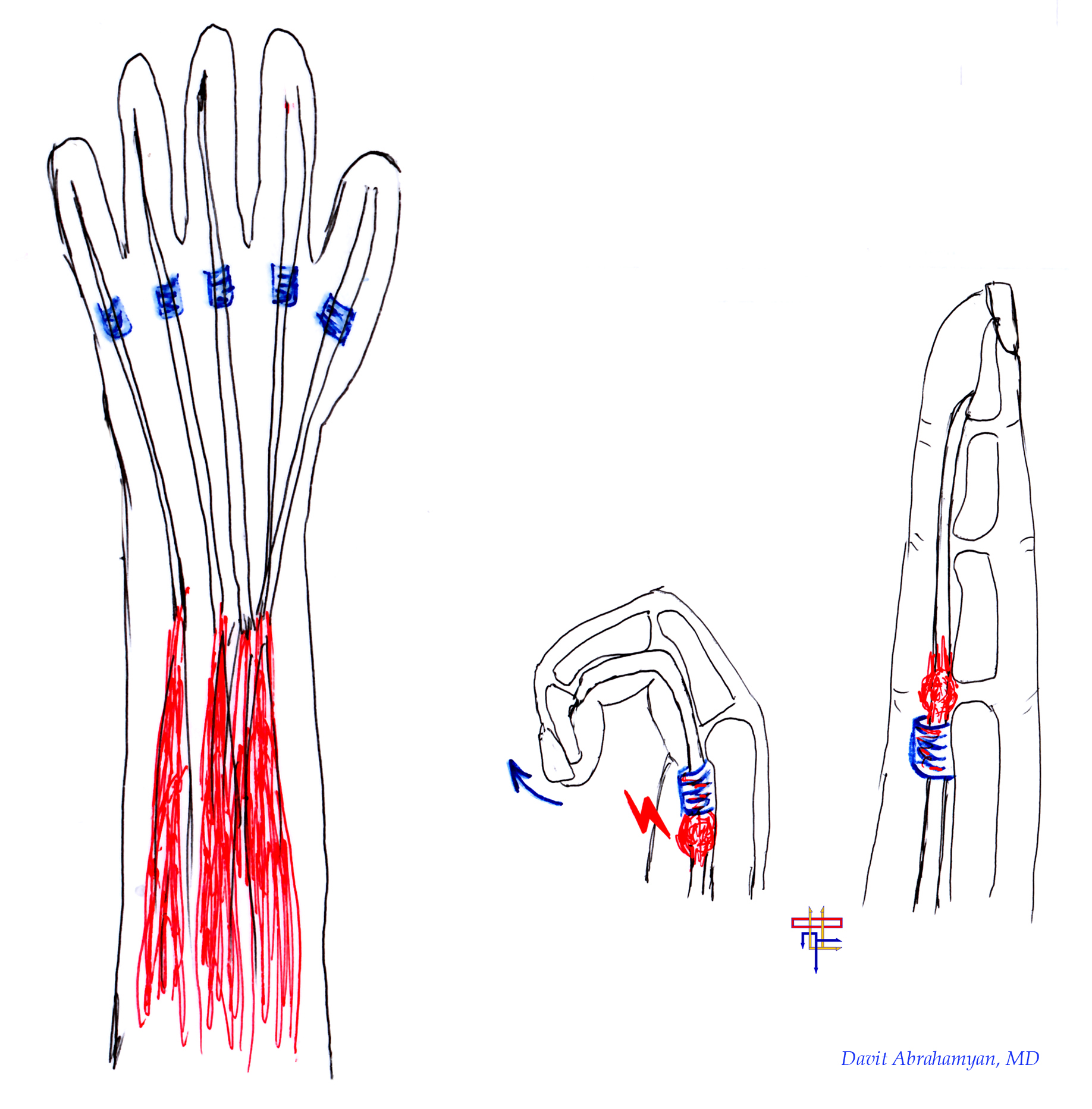
Schematische Darstellung
Links: Lage der A1-Ringbänder in der Hand (blau), Mitte: verdickte Beugesehne, die beim Strecken des Fingers nicht durch das Ringband gleitet, Rechts: Gestreckter Finger mit Sehnenverdickung hinter dem Ringband

### Überbelastung, Berufskrankheit
Eine Tendovaginitis stenosans entsteht durch eine Überbelastung der Flexoren der Hand – somit handelt es sich bei dieser Art von Entzündung um keine bakterielle Infektion, sondern besonders häufig um eine Berufskrankheit von z. B. Klavierspielenden, Sportlern, Handwerkern usw. oder Personen, die länger an Computern arbeiten: Durch Fehlhaltungen und aufgrund der stereotypen Bewegungsabläufe kommt es zu kleinen Verletzungen der Sehnen. Geschieht dies immer häufiger, entstehen Entzündungen – mit den damit einhergehenden Schwellungen kommt es zu einer noch stärkeren Entzündungsreaktion. Diese resultiert bei der Tendovaginitis stenosans in der Ausbildung von Sehnenknötchen, die bei jeder Fingerbewegung durch das Ringband (Ligamentum anulare) durchpassen müssen und somit das Phänomen des schnellenden Fingers erzeugen. Als konservative Behandlung kann also eine gezielte Muskelbehandlung erfolgen, um muskuläre Dysbalancen zu beseitigen, z. B. mittels Triggerpunkttherapie. Patienten sollte gleichzeitig ein sanftes und entlastendes Bewegungsprogramm erhalten, um die muskulären Überlastungen schneller zu beseitigen. Die auslösenden Faktoren wie Instrumentalspiel, Sport oder handwerkliche Tätigkeiten sollten vorübergehend gemieden werden, bis die Beschwerden nicht mehr auftreten. Da Tendovaginitis stenosans ein Überlastungsschaden ist, empfiehlt sich insbesondere für das Üben eines Musikinstruments eine Umstellung der Übetechniken unter der Anleitung eines erfahrenen Therapeuten, um weitere gesundheitliche Beeinträchtigungen zu vermeiden.

### Beim Kleinkind
Bei Kleinkindern kommt eine angeborene Variante dieser Erkrankung am Daumen vor, die Pollex flexus congenitus (angeborener gekrümmter Daumen): Bei dieser steht der Daumen am Endglied in Beugestellung. Außer dem A1-Ringband muss noch ein weiteres, schräg verlaufendes Band über dem Daumengrundglied (oblique pulley) durchtrennt werden.

### Tumor
Tumoren (Geschwulste) der Sehnen, des Bindegewebes oder des Knochens sind als Ursache sehr selten.

## Diagnose
Die Diagnose erfolgt klinisch, d. h. anhand der körperlichen Untersuchung. Ergänzend werden Röntgenaufnahmen zum Ausschluss knöcherner Veränderungen, ggf. auch eine Ultraschall-Untersuchung (Sonographie) und in seltenen Fällen eine Schichtuntersuchung durchgeführt.

## Therapie

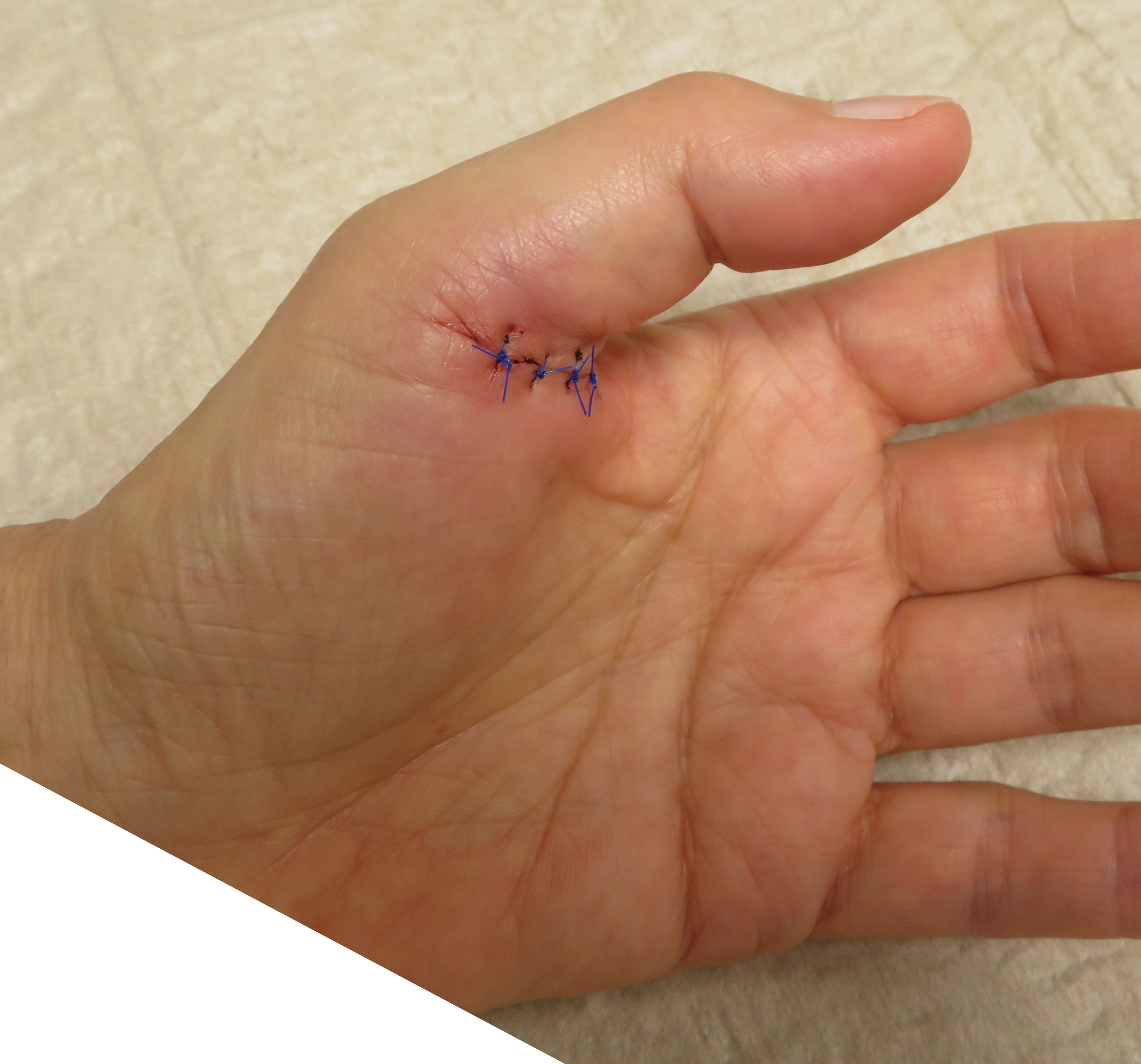
Chirurgische Naht nach operativer Behandlung einer Ringbandstenose am Daumen.

### Handchirurgie
Die Therapie besteht in einem kleinen operativen Eingriff, bei dem in örtlicher Betäubung (Lokalanästhesie) und nach Anlegen einer Blutsperre die Haut über dem Ringband schräg eingeschnitten wird; dann wird das Ringband vorsichtig unter Schonung der parallel zu der Sehnenscheide verlaufenden Blutgefäße und Nerven dargestellt und über der Sehne quer komplett durchtrennt. Jetzt wird die freie Gleitfähigkeit der Sehne überprüft und danach die Haut wieder verschlossen (zugenäht) und ein Verband angelegt. Die freie Fingerbeweglichkeit ist nach Abklingen der Anästhesie wiederhergestellt. Die Fäden werden nach ca. einer Woche entfernt. Krankengymnastische oder ergotherapeutische Übungsbehandlung wird nur selten notwendig. Grundsätzlich sollte nach handchirurgischen Eingriffen die Extremität (Hand bzw. Arm) hochgelagert werden, um ein übermäßiges Anschwellen zu verhindern.

### Kortison
Alternativ kann auch versuchsweise eine Mischung aus einem Betäubungsmittel und einem abschwellenden Präparat (Lokalanästhetikum und Kortikoid) unter sterilen Bedingungen vorsichtig in die Sehnenscheide (und nicht in die Sehne) eingebracht (injiziert) werden.